# آن بو-هیون
آن بو هیون (کره‌ای: 안보현؛ زادهٔ ۱۶ مه ۱۹۸۸) بازیگر اهل کره جنوبی است. او در ابتدا به عنوان مدل فعالیت خود را آغاز کرد. از زمان شروع بازیگری در سال ۲۰۱۴، در فیلم‌ها و مجموعه‌های تلویزیونی مختلفی از جمله نسل خورشید (۲۰۱۶) و زندگی خصوصی او (۲۰۱۹) بازی کرده‌است. آن بو هیون به خاطر حضور مجموعه تلویزیونی کلاس ایته‌‌وون (۲۰۲۰) به موفقیت دست یافت و نقطه عطفی در حرفهٔ بازیگری خود از طریق این مجموعه به دست آورد.

## اوایل زندگی
آن بو هیون زادهٔ بوسان، کره جنوبی در ۱۶ مه ۱۹۸۸ است. او از دبیرستان ورزشی بوسان فارغ‌التحصیل شد و در مسابقات بوکس آماتور شرکت کرده‌است و یک مدال طلا کسب کرد.

## زندگی شخصی
در ۳ اوت ۲۰۲۳، کمپانی او اعلام کرد که او با جیسو عضو گروه دخترانه بلک‌پینک قرار می‌گذارد و این خبر توسط کمپانی هر دو تأیید شده‌است. پس از گذشت دو ماه کمپانی های طرفین طی بیانیه ای اعلام کردند این دو به دلیل مشغله‌های زیاد از یکدیگر جدا شدند.

## فیلم‌شناسی

### فیلم
| سال  | عنوان           | نقش         | توضیحات | منابع  |
| ---- | --------------- | ----------- | ------- | ------ |
| ۲۰۱۶ | هی‌یا            | لی جین سانگ |         | [ ۹ ]  |
| ۲۰۱۹ | خاطرات یک بن‌بست | ته گیو      |         | [ ۱۰ ] |
| ۲۰۲۳ | نوریانگ         | یی هوی      |         | [ ۱۱ ] |
| ن/م  | قرار در ساعت ۲  | گیل گو      |         | [ ۱۲ ] |

### مجموعه تلویزیونی
| سال       | عنوان                        | نقش                     | توضیحات               | منابع  |
| --------- | ---------------------------- | ----------------------- | --------------------- | ------ |
| ۲۰۱۴      | صلیب طلایی                   |                         |                       |        |
| ۲۰۱۴      | دو مادر                      |                         |                       |        |
| ۲۰۱۴      | هتل مخفی من                  | سانگ هون                |                       |        |
| ۲۰۱۵      | عزیزترین بانو                | لی بونگ گیل             |                       |        |
| ۲۰۱۶      | نسل خورشید                   | ایم کوانگ نام           |                       |        |
| ۲۰۱۶      | بعد از اینکه برنامه تمام شد  | چا کانگ وو              |                       |        |
| ۲۰۱۶      | ردپای من                     | وانگ رین                |                       |        |
| ۲۰۱۷      | چهارشنبه ۳:۳۰ بعد از ظهر     | بک سونگ کیو             |                       |        |
| ۲۰۱۷      | عروس‌ها                       | جیمز سو/ سو جون یونگ    | حضور افتخاری          | [ ۱۳ ] |
| ۲۰۱۷      | نسل دختران ۱۹۷۹              | دوست قدیمی یونگ چون     |                       |        |
| ۲۰۱۸      | قایم‌موشک                     | بک دو هون               |                       | [ ۱۴ ] |
| ۲۰۱۹      | زندگی خصوصی او               | نام اون کی              |                       | [ ۱۵ ] |
| ۲۰۱۹      | تفویض خدایان                 | بی ده [معاونِ یین جیائو] | درام چینی             | [ ۱۷ ] |
| ۲۰۱۹      | دراما استیج: فروپاشیدن رفاقت | یو سونگ بونگ            | فصل ۲                 | [ ۱۸ ] |
| ۲۰۲۰      | کلاس ایته‌‌وون                 | جانگ گون وون            |                       | [ ۱۹ ] |
| ۲۰۲۰      | کایروس                       | سو دو کیون              |                       | [ ۲۰ ] |
| ۲۰۲۱–۲۰۲۲ | سلول‌های یومی                 | گو وونگ                 | فصل ۱–۲               | [ ۲۱ ] |
| ۲۰۲۲      | دادستان نظامی دوبرمن         | دو به مان               |                       | [ ۲۲ ] |
| ۲۰۲۲      | آداماس                       | کوان مین جو             | حضور افتخاری (قسمت ۴) | [ ۲۳ ] |
| ۲۰۲۳      | توی نوزدهمین زندگیم می‌بینمت  | مون سو ها               |                       | [ ۲۴ ] |
| ۲۰۲۴      | خرپول و کارآگاه              | جین ای سو               |                       |        |

### مجموعه اینترنتی
| سال  | عنوان                | نقش        | منابع         |
| ---- | -------------------- | ---------- | ------------- |
| ۲۰۱۷ | تنها آهنگ عاشقانه من | مو میونگ   |               |
| ۲۰۱۸ | دوک‌گو ریوایند        | پیو ته جین | [ ۲۵ ]        |
| ۲۰۲۱ | نام من               | جون پیل دو | [ ۲۶ ] [ ۲۷ ] |

### برنامه تلویزیونی
| سال  | عنوان              | نقش               | توضیحات                                    | منابع  |
| ---- | ------------------ | ----------------- | ------------------------------------------ | ------ |
| ۲۰۲۲ | سرآشپز کوله به دوش | میزبان            | به همراه بک جونگ وون، دین‌دین و اوه ده هوان | [ ۲۸ ] |
| ۲۰۲۳ | تو به سیدنی می‌ری   | عضو گروه بازیگران | به همراه یوتیوبر کواک‌تیوب                  | [ ۲۹ ] |

### برنامه اینترنتی
| سال  | عنوان                | نقش               | منابع  |
| ---- | -------------------- | ----------------- | ------ |
| ۲۰۲۲ | دورهمی بازیگران جوان | عضو گروه بازیگران | [ ۳۰ ] |

### میزبان
| سال  | عنوان               | توضیحات                            | منابع  |
| ---- | ------------------- | ---------------------------------- | ------ |
| ۲۰۲۰ | جوایز سرگرمی ام‌بی‌سی | به همراه جون هیون مو و جانگ دو-یون | [ ۳۱ ] |

## فعالیت‌های دیگر
سفیر
- افسر افتخاری پلیس دریایی (۲۰۲۱)[۳۲]

## جوایز و نامزدی‌ها
| مراسم جوایز            | سال  | دسته                                                | نامزد / اثر         | نتیجه    | منابع         |
| ---------------------- | ---- | --------------------------------------------------- | ------------------- | -------- | ------------- |
| جوایز ستارگان ای‌پی‌ای‌ان | ۲۰۲۱ | بهترین بازیگر تازه‌کار                               | کلاس ایته‌‌وون        | نامزدشده | [ ۳۳ ]        |
| جوایز ستارگان ای‌پی‌ای‌ان | ۲۰۲۲ | جایزه بازیگر برتر مرد در یک درام اوتی‌تی             | نام من سلول‌های یومی | برنده    | [ ۳۴ ]        |
| جوایز آرتیست آسیا      | ۲۰۲۰ | جایزه محبوبیت (بازیگر مرد)                          | آن بو هیون          | نامزدشده | [ ۳۵ ]        |
| جوایز آرتیست آسیا      | ۲۰۲۰ | جایزه بهترین احساسات (بازیگر مرد)                   | آن بو هیون          | برنده    | [ ۳۶ ] [ ۳۷ ] |
| جوایز آرتیست آسیا      | ۲۰۲۰ | جایزه برگزیده                                       | آن بو هیون          | برنده    | [ ۳۶ ] [ ۳۷ ] |
| جوایز هنری بکسانگ      | ۲۰۲۰ | بهترین بازیگر تازه‌کار مرد – تلویزیون                | کلاس ایته‌‌وون        | نامزدشده | [ ۳۸ ]        |
| جوایز سریال اژدهای آبی | ۲۰۲۲ | بهترین بازیگر نقش مکمل مرد                          | نام من              | نامزدشده | [ ۳۹ ]        |
| جوایز برند سال         | ۲۰۲۰ | بازیگر مرد ستاره در حال پیشرفت سال                  | کلاس ایته‌‌وون        | برنده    | [ ۴۰ ]        |
| جوایز اولین برند کره   | ۲۰۲۰ | بازیگر مرد ستاره در حال پیشرفت                      | کلاس ایته‌‌وون        | برنده    | [ ۴۱ ]        |
| جوایز درامای ام‌بی‌سی    | ۲۰۲۰ | جایزه بازیگر برتر مرد در یک مینی‌سریال دوشنبه-سه‌شنبه | کایروس              | نامزدشده | [ ۴۲ ]        |
| جوایز درامای ام‌بی‌سی    | ۲۰۲۰ | بهترین بازیگر تازه‌کار مرد                           | کایروس              | برنده    | [ ۴۳ ]        |
| جوایز سرگرمی ام‌بی‌سی    | ۲۰۲۰ | جایزه تازه‌کار در دسته ورایتی – مرد                  | من تنها زندگی می‌کنم | نامزدشده | [ ۴۴ ]        |